# Natação nos Jogos Olímpicos de Verão da Juventude de 2010 - 100 m livre feminino
As provas dos 100 metros livre feminino da natação nos Jogos Olímpicos de Verão da Juventude de 2010 foram realizadas nos dias 16 e 17 de agosto, na Escola dos Desportos, em Cingapura. 56 nadadoras estavam inscritas neste evento.

## Medalhistas
| Ouro   | CHN Tang Yi     |
| Prata  | AUS Emma McKeon |
| Bronze | CAN Lauren Earp |

## Eliminatórias

### Eliminatória 1
| Pos. | Raia | Nome                   | País           | Tempo   | Notas      |
| ---- | ---- | ---------------------- | -------------- | ------- | ---------- |
| 1    | 6    | Zeineb Khalfallah      | TUN Tunísia    | 58.37   | Q          |
| 2    | 1    | Bieliukas Trejo Oriana | VEN Venezuela  | 58.90   |            |
| 3    | 5    | Bria Deveaux]          | BAH Bahamas    | 1:01.17 |            |
| 4    | 2    | Maria Lopez            | BOL Bolívia    | 1:04.86 |            |
| 5    | 7    | Arhatha Magavi         | IND Índia      | 1:05.18 |            |
| 6    | 8    | Madhawee Weerathunga   | SRI Sri Lanka  | 1:05.38 |            |
| 7    | 3    | Aina Filsrabetsara     | MAD Madagascar | 1:06.73 |            |
|      | 4    | Josephine Blamo        | LBR Libéria    |         | Não largou |

### Eliminatória 2
| Pos. | Raia | Nome             | País              | Tempo   | Notas |
| ---- | ---- | ---------------- | ----------------- | ------- | ----- |
| 1    | 4    | Sara Hayajna     | JOR Jordânia      | 1:01.08 |       |
| 2    | 5    | Katriin Kersa    | EST Estônia       | 1:01.13 |       |
| 3    | 3    | Dayana Castro    | CRC Costa Rica    | 1:01.65 |       |
| 4    | 6    | Amelie Trinquier | MON Mônaco        | 1:05.04 |       |
| 5    | 2    | Maria Gibbons    | PLW Palau         | 1:11.34 |       |
| 6    | 8    | Zeynab Ba        | SEN Senegal       | 1:12.66 |       |
| 7    | 7    | Jennet Saryýeva  | TKM Turcomenistão | 1:14.28 |       |
| 8    | 1    | Aminath Shajan   | MDV Maldivas      | 1:15.25 |       |

### Eliminatória 3
| Pos. | Raia | Nome                      | País                   | Tempo   | Notas |
| ---- | ---- | ------------------------- | ---------------------- | ------- | ----- |
| 1    | 2    | Patricia Hapsari          | INA Indonésia          | 58.85   |       |
| 2    | 5    | Gizem Bozkurt             | TUR Turquia            | 59.05   |       |
| 3    | 6    | Raissa Andrea Guerra      | URU Uruguai            | 59.70   |       |
| 4    | 3    | Karen Sif Vilhjálmsdótter | ISL Islândia           | 1:00.01 |       |
| 5    | 1    | Bayan Jumah               | SYR Síria              | 1:00.07 |       |
| 6    | 4    | Kimberlee John-Williams   | TRI Trinidad e Tobago  | 1:00.15 |       |
| 7    | 8    | Tiana Tasevska            | MKD Macedônia do Norte | 1:01.04 |       |
| 8    | 7    | Simona Marinova           | MKD Macedônia do Norte | 1:01.21 |       |

### Eliminatória 4
| Pos. | Raia | Nome                        | País              | Tempo   | Notas |
| ---- | ---- | --------------------------- | ----------------- | ------- | ----- |
| 1    | 2    | Aksana Dziamidava           | BLR Bielorrússia  | 58.22   | Q     |
| 2    | 3    | Lotta Nevalainen            | FIN Finlândia     | 58.46   |       |
| 3    | 4    | Ingibjörg Kristí Jónsdóttir | ISL Islândia      | 58.74   |       |
| 4    | 5    | Kyla Ferreira               | RSA África do Sul | 59.20   |       |
| 5    | 7    | Sarah Rolko                 | LUX Luxemburgo    | 59.56   |       |
| 6    | 1    | Shahd Mostafa               | EGY Egito         | 1:00.42 |       |
| 7    | 8    | Adeline Shu Jian Winata     | SIN Singapura     | 1:00.64 |       |
| 8    | 6    | Hristina Muncheva           | BUL Bulgária      | 1:01.51 |       |

### Eliminatória 5
| Pos. | Raia | Nome                | País          | Tempo | Notas |
| ---- | ---- | ------------------- | ------------- | ----- | ----- |
| 1    | 5    | Lauren Earp         | CAN Canadá    | 57.09 | Q     |
| 2    | 7    | Sarah Wegria        | BEL Bélgica   | 57.55 | Q     |
| 3    | 6    | Danielle Villars    | SUI Suíça     | 57.59 | Q     |
| 4    | 2    | Nicol Samsonyk      | ISR Israel    | 58.02 | Q     |
| 5    | 4    | Xiang Qi Amanda Lim | SIN Singapura | 58.03 | Q     |
| 6    | 8    | Cheyenne Pigot      | SUR Suriname  | 58.66 |       |
| 7    | 1    | Trần Tâm Nguyện     | VIE Vietnã    | 59.39 |       |
| 8    | 3    | Mathilde Cini       | FRA França    | 59.43 |       |

### Eliminatória 6
| Pos. | Raia | Nome                 | País              | Tempo | Notas |
| ---- | ---- | -------------------- | ----------------- | ----- | ----- |
| 1    | 6    | Emma McKeon          | AUS Austrália     | 56.04 | Q     |
| 2    | 5    | Alessandra Marchioro | BRA Brasil        | 56.74 | Q     |
| 3    | 4    | Juliane Reinhold     | GER Alemanha      | 57.71 | Q     |
| 4    | 1    | Natalia Pawlaczek    | POL Polônia       | 58.29 | Q     |
| 5    | 3    | Isabella Arcila      | COL Colômbia      | 58.49 |       |
| 6    | 8    | Manon Minneboo       | NED Países Baixos | 58.77 |       |
| 7    | 2    | Chloe Francis        | NZL Nova Zelândia | 58.84 |       |
| 8    | 7    | Maria Rosa           | POR Portugal      | 59.45 |       |

### Eliminatória 7
| Pos. | Raia | Nome                 | País               | Tempo | Notas      |
| ---- | ---- | -------------------- | ------------------ | ----- | ---------- |
| 1    | 4    | Tang Yi              | CHN China          | 57.22 | Q          |
| 2    | 3    | Katarína Listopadová | SVK Eslováquia     | 57.35 | Q          |
| 3    | 5    | Ágnes Bucz           | HUN Hungria        | 57.70 | Q          |
| 4    | 7    | Jordan Mattern       | USA Estados Unidos | 57.81 | Q          |
| 5    | 2    | Jasmine Alkhaldi     | PHI Filipinas      | 58.16 | Q          |
| 6    | 1    | Eleanor Faulkner     | GBR Grã-Bretanha   | 58.71 |            |
| 7    | 6    | Juanita Barreto      | COL Colômbia       | 59.45 |            |
|      | 8    | Elena di Liddo       | ITA Itália         |       | Não largou |

## Semifinais

### Semifinal 1
| Pos. | Raia | Nome                 | País               | Tempo | Notas |
| ---- | ---- | -------------------- | ------------------ | ----- | ----- |
| 1    | 5    | Tang Yi              | CHN China          | 56.22 | Q     |
| 2    | 4    | Alessandra Marchioro | BRA Brasil         | 56.82 | Q     |
| 3    | 6    | Ágnes Bucz           | HUN Hungria        | 56.97 | Q     |
| 4    | 2    | Jordan Mattern       | USA Estados Unidos | 57.36 | Q     |
| 5    | 1    | Aksana Dziamidava    | BLR Bielorrússia   | 57.49 |       |
| 6    | 7    | Xiang Qi Amanda Lim  | SIN Singapura      | 57.99 |       |
| 7    | 8    | Zeineb Khalfallah    | TUN Tunísia        | 58.12 |       |
| 8    | 3    | Sarah Wegria         | BEL Bélgica        | 58.23 |       |

### Semifinal 2
| Pos. | Raia | Nome                 | País           | Tempo | Notas |
| ---- | ---- | -------------------- | -------------- | ----- | ----- |
| 1    | 4    | Emma McKeon          | AUS Austrália  | 55.64 | Q     |
| 2    | 3    | Katarína Listopadová | SVK Eslováquia | 56.67 | Q     |
| 3    | 5    | Lauren Earp          | CAN Canadá     | 56.79 | Q     |
| 4    | 6    | Danielle Villars     | SUI Suíça      | 57.22 | Q     |
| 5    | 2    | Juliane Reinhold     | GER Alemanha   | 57.64 |       |
| 6    | 1    | Jasmine Alkhaldi     | PHI Filipinas  | 58.01 |       |
| 7    | 7    | Nicol Samsonyk       | ISR Israel     | 58.18 |       |
| 8    | 8    | Natalia Pawlaczek    | POL Polônia    | 58.40 |       |

## Final
| Pos.              | Raia | Nome                 | País               | Tempo | Notas |
| ----------------- | ---- | -------------------- | ------------------ | ----- | ----- |
| Medalha de ouro   | 5    | Tang Yi              | CHN China          | 54.46 |       |
| Medalha de prata  | 4    | Emma McKeon          | AUS Austrália      | 55.37 |       |
| Medalha de bronze | 6    | Lauren Earp          | CAN Canadá         | 56.59 |       |
| 4                 | 3    | Kristína Listopadová | SVK Eslováquia     | 56.90 |       |
| 5                 | 2    | Alessandro Marchioro | BRA Brasil         | 57.12 |       |
| 6                 | 7    | Ágnes Bucz           | HUN Hungria        | 57.40 |       |
| 7                 | 8    | Jordan Mattern       | USA Estados Unidos | 57.52 |       |
| 8                 | 1    | Danielle Villars     | SUI Suíça          | 57.72 |       |